# Мангарева
Мангаре́ва (фр. Mangareva) — крупнейший остров в составе островов Гамбье.

## География
Глубина лагуны 80 метров. Высшая точка — гора Дафф (Mt. Duff) — 441 метр. Основные горные породы из которых сложен остров оливиновые базальты и пикриты.

## История
Первые жители острова, полинезийцы, приплыли на остров в XII веке. На острове Мангарева сохранилось большое количество древнеполинезийских археологических памятников. Местный язык — мангареванский.
В начале второго тысячелетия жители Мангаревы плавали на острова Питкэрн и Хендерсон, Маркизы и острова Общества, возможно  Аустрал.
Остров был открыт английским мореплавателем Чарльзом Уилсоном 24 марта 1797 года. Первый европеец, высадившийся на острове, — британский капитан Фредерик Бичи (англ. Captain Frederick W. Beechey), побывавший на Мангарева в 1826 году.

## Административное деление
Административно входит в состав коммуны Гамбье и разделён на шесть округов: Рикитеа (Rikitea), Киримиро (Kirimiro), Гатаваке (Gatavake), Атитуити (Atituiti), Акапуту (Akaputu) и Таку (Taku).

## Население
Главное поселение острова — Рикитеа, где расположен административный центр округа Гамбье.
Основные занятия местных жителей — животноводство, вылов жемчуга.